# Provincies van de Salomonseilanden

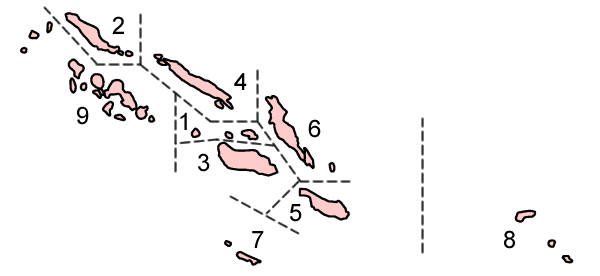
Provincies van de Salomonseilanden

De Salomonseilanden zijn onderverdeeld in negen provincies, die verder verdeeld zijn in afdelingen (wards):
| # | Provincie       | Hoofdstad   | Premier                  | Oppervlakte (km²) | Populatie (2019) | Bevolkingsdichtheid per km² (2019) |
| - | --------------- | ----------- | ------------------------ | ----------------- | ---------------- | ---------------------------------- |
| 1 | Central         | Tulagi      | Patrick Vasuni           | 615               | 30 326           | 49,3                               |
| 2 | Choiseul        | Taro Island | Watson Qoloni            | 3.837             | 30.619           | 8,0                                |
| 3 | Guadalcanal     | Honiara     | Anthony Veke             | 5.336             | 154.150          | 28,9                               |
| 4 | Isabel          | Buala       | James Habu               | 4.136             | 30.399           | 7,3                                |
| 5 | Makira-Ulawa    | Kirakira    | Stanley Siapu            | 3.188             | 52.006           | 16,3                               |
| 6 | Malaita         | Auki        | Peter Ramohia            | 4.225             | 173.347          | 41,0                               |
| 7 | Rennell-Bellona | Tigoa       | Collin Suatai Singamoana | 671               | 4.091            | 6,1                                |
| 8 | Temotu          | Lata        | David Maina              | 895               | 22.132           | 25,5                               |
| 9 | Western         | Gizo        | George Solingi Lilo      | 7.509             | 94.209           | 14,0                               |
| - | Honiara         | Honiara     | Mua (Burgemeester)       | 22                | 130.176          | 5917,1                             |
|   | Solomon Islands | Honiara     | -                        | 30.407            | 721.455          | 23,7                               |